# Endre Szervánszky
Endre Szervánszky (ur. 27 grudnia 1911 w Kistétény, zm. 25 czerwca 1977 w Budapeszcie) – węgierski kompozytor.

## Życiorys
Jako dziecko uczył się gry na klarnecie. W latach 1931–1936 studiował kompozycję pod kierunkiem Alberta Siklósa na Akademii Muzycznej w Budapeszcie. Od 1941 do 1948 roku uczył kompozycji w średniej szkole muzycznej, następnie w latach 1948–1977 wykładał na Akademii Muzycznej. Do grona jego uczniów należeli Sándor Balassa i László Sáry.
Dwukrotny laureat Nagrody Kossutha (1951 i 1955) oraz Nagrody Erkela (1953 i 1954). W 1972 roku został uhonorowany tytułem Zasłużonego Artysty (Érdemes Művésze díj).

## Twórczość
Tworzył w umiarkowanie nowoczesnych formach, nawiązywał do folklorystyki w stylu Zoltána Kodálya. W połowie lat 50. w celu pogłębienia siły wyrazu zradykalizował swój język dźwiękowy w duchu bliskim Béli Bartókowi, później zwrócił się w stronę dodekafonii i punktualizmu. W ostatnich latach życia niewiele tworzył, nie będąc w stanie w obliczu prądów awangardowych wypracować własnego stylu.

## Wybrane kompozycje
(na podstawie materiałów źródłowych)

### Utwory orkiestrowe
- Divertimento I na smyczki (1939)
- Divertimento II na małą orkiestrę (1942)
- Divertimento III na smyczki (1942–1943)
- 2 suity orkiestrowe (I 1944–1945, II 1948)
- Symfonia (1946–1948)
- Serenada na smyczki (1947–1948)
- Rapsodia (1950)
- Serenada na klarnet i orkiestrę (1950–1951)
- Koncert fletowy (1953)
- Concerto in memoriam Attila József (1954)
- Wariacje (1964)
- Koncert klarnetowy (1965)

### Utwory kameralne
- 2 kwartety smyczkowe (I 1936–1937, II 1956–1957)
- 20 małych duetów na 2 skrzypiec (1942)
- Sonata skrzypcowa (1945)
- 25 duetów na 2 skrzypiec (1946)
- Kwintet klarnetowy (1948)
- Trio na obój, klarnet i fagot (1950)
- Trio na flet, skrzypce i altówkę (1951)
- Sonatina na flet (1951)
- 2 kwintety dęte (I 1953, II 1957)
- 5 etiud koncertowych na flet (1956)
- Suita na 2 flety (1956)
- 2 duety na 3 flety (1972)

### Utwory fortepianowe
- Sonatina (1940)
- Sonatina na duet fortepianowy (1950)

### Utwory wokalno-instrumentalne
- Requiem na chór i orkiestrę (1963)
- 3 Spiritual Songs na sopran, flet i fortepian (1972)
- kantata Az Éj na podwójny chór i orkiestrę (1975)

### Balet
- Napkeleti mese (1948–1949)